# جریان میان‌گذر اندونزی

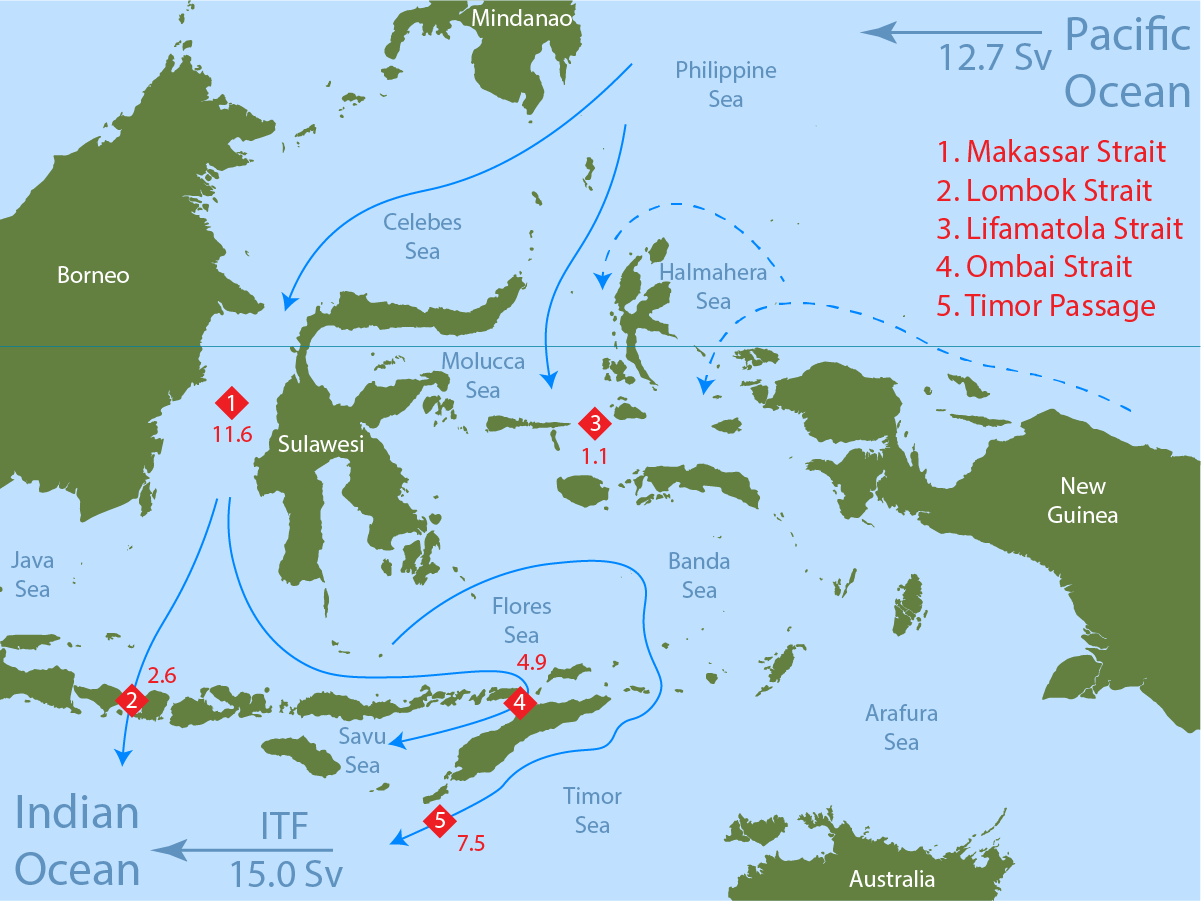
طرح شماتیک جریان میان‌گذر اندونزی. مقادیر جریان و گذرگاه‌های اصلی با رنگ قرمز مشخص شده‌اند. آب از غرب اقیانوس آرام وارد جریان شده و در اقیانوس هند از آن خارج می‌شود.

جریان میان‌گذر اندونزی (انگلیسی: Indonesian Throughflow) یک جریان اقیانوسی است که به دلیل فراهم کردن مسیر آب گرم و شیرین در عرض‌های جغرافیایی پایین از اقیانوس آرام به اقیانوس هند در اقلیم جهانی دارای اهمیت است. این فرایند به عنوان شاخه بالایی گردش دماشوری شناخته می‌شود.